# 張佳添
張佳添（英語：Clayton Cheung Kai Tim，1970年11月8日—），曾改名張顧曦，香港男音樂製作人及歌唱導師，前樂隊Black Box主音。他是「宇宙大爆炸音樂」的創立人，在YouTube上開設其個人音樂頻道「張佳添音樂 The music of Clayton Cheung」。

## 背景

### 早年生活
1970年，張佳添生於香港，小時候患有哮喘及濕疹，有一名較他年長8年的胞姊。其祖父為上海交通大學教授。父親是香港電影導演和編劇張森（2006年因病逝世），母親是一名護士，叔父則是已故電影演員張沖。張佳添自小已熱愛在家收聽唱片，亦會記錄西洋音樂排行榜資訊，早年在美孚新邨、香港島及新界大埔居住，就讀香港培正小學和香港培正中學（1987年中五、1988年中六；理科）。他閑時自學結他或嘗試作曲，然而讀書成績一般，以英文科的表現較佳，在1987年香港中學會考中取得英文科B級成績。及後於1992年畢業於美國夏威夷大學新聞系（馬諾阿分校，主修新聞、副修英文）。之所以不選修音樂系的原因出於他對古典音樂不感興趣。
1992年回港後，張佳添在有線新聞台任職導播1年。1993年至1994年間，他轉到一所中學任教英文1年。1994年參加由香港商業電台舉辦的「源源創作加油站」創作比賽，進入四強。又加入了其中一名參賽者林健華（Joannes）和隊友陳偉剛（Alex）組成了的民歌樂隊「Black Box」，在隊中擔任主音。張佳添組織「Black Box」闖樂壇的同時，他仍任職於該所中學。未幾他與獨立製作公司「獨立時代」（Global Independent Generation）合作製作專輯，1996年推出了首張唱片〈這片悠然地方〉。

### 事業發展
身為「Black Box」成員的張佳添初年是華星唱片與香港滾石唱片旗下歌手。在1995年獲叱咤樂壇新力軍組合銀獎，1996年獲叱咤樂壇組合銅獎，卻礙於公司重整架構 ─ 滾石唱片撤出香港，令他與兩位成員一同被安排前往台灣發展，錄製國語歌曲。在兩年間發展平平無奇、與監製 Jim Lee（李振權）合作過程不暢順的情況下，加上同期已在香港建立作曲事業基礎，自己不太喜歡滾石唱片的工作安排，他決定重新思考自己的音樂市場定位，與唱片公司解約。此舉使到「Black Box」本來已錄製好的國語歌曲最終未能推出市場。結果張佳添繼續投入幕後發展，並在2004年創辦了「宇宙大爆炸音樂有限公司」（2013年12月結束營運，改在觀塘開設個人錄音室Culture Club Ltd.），以培育新作曲家。期間製作了名曲《愛與誠》、《愛得太遲》等，製作過的唱片總銷量超過300萬張。其公司學員有曹雪芬、BC、楊鎮邦、鄭汝森、韋懋騰、曾家瑋、魏展斌等人。2004年至2007年任香港生產力促進局主辦的音樂創作課程導師，2007年至2014年任鄰舍輔導會音樂總監。
2007年，他以經理人身分組成古典流行曲組合「VEGA」，成員包括著名填詞人陳詠謙。組合曾奪得新城電台組合新人獎項。同年，推出「我們的主題曲」婚禮主禮曲服務，獲得「創意創業大賞」。自2009年開始，他擔任《亞洲星光大道》三屆常任評判之一。2010年Black Box推出十五週年紀念迷你專輯《My World》，其中包括叱咤流行榜亞軍歌曲《My World》以及第六位歌曲《四十筆劃》。同年於九龍灣國際展貿中心Star Hall舉辦了十五週年演唱會，陳慧琳、陳奕迅、古巨基、黃秋生、梁漢文和張繼聰分別擔任演唱會嘉賓。
2013年，張佳添由於公司欠了中小企貸款未能歸還，被滙豐銀行入稟香港高等法院申請破產令，最後法官正式向他頒發破產令（案件編號：TWCC 1968/2013）。2015年，他涉嫌因照顧兩歲女兒時起爭執，繼而襲擊澳洲籍女友張佩詩，被控一項襲擊致造成身體傷害罪。他後來在東區裁判法院被裁定罪名成立，被判監14天，緩刑1年及罰款3千元（案件編號：ESCC1519/2015）。2018年，張佳添推出首支個人單曲《三千六百天》，包辦曲詞，同年成為「全球華語流行音樂金曲榜」冠軍歌曲，而且獲得廣東新音樂流行榜「全國傳媒推薦歌曲」獎、《第三屆VIP音樂榜頒獎禮》「熱播創作人」和「熱爆歌曲」兩個獎項。2019年尾再推出個人單曲《不在乎》，該歌曲翌年成為「華語金曲榜」季軍歌曲。2020年，他在新蒲崗舉行網上直播音樂會。
2021年，在無綫電視擔任歌唱選秀節目《聲夢傳奇》其中一名評判。同年12月獲AEG Music Channel 頒發「鑽石製作人大獎」，又與 All Masters World 合作推出線上「藝人專業指引」課程。他近年獲KES國際教育機構創辦人彭志明邀請出任專業音樂課程導師和音樂總監，也透過造星學堂培訓歌星藝人。
除了唱歌之外，張佳添入行前已從事作曲活動。當時他於美國唸大學，創作了許多首歌曲，古巨基的《其實我...我...我》是他在當地讀書期間創作的首份作品。其餘作品包括古巨基其他的歌曲（《第二最愛》、《羅馬假期》、《天才與白痴》、《漂流教室》）、Boy'z與Twins合唱的《死性不改》、陳奕迅歌曲（《隨意門》、《第一類接觸》）、何韻詩《明目張膽》、容祖兒《Show up》、薛凱琪《XBF》、郭富成歌曲（《十指緊扣》、《風之子》）、蔡健雅《可以愛你真好》、蔡依林《馬甲上的繩索》、梁靜茹《Tiffany》、莫文蔚 《Let's fall in love》、許志安《羅馬》、陳冠希《冒險樂園》、王菲《小題大做》、張學友《Love》等500首歌曲。張佳添初期多創作需要較多假音技巧的曲目。基於其不少1990年代末的歌曲未能為香港音樂市場所接納，交到台灣音樂公司手上則能把它們發揚光大，而他得來的版稅被台灣公司扣除後有所減少，作為製作人都不能親自監製那些歌曲，這致使他往後多為香港樂壇作出貢獻。如是者，張佳添接受黃敬佩的提議，順應潮流創作K歌。
2022年，由張佳添作曲的《漂流教室》被呂爵安和古巨基重新灌錄，兩個月內在YouTube錄得接近五百萬點擊。他現時發覺版稅與培訓方面的成本效益不高，因此不再與製作人簽約，另外會為不同企業、歌手或婚禮創作歌曲。自2009年擔任亞洲星光大道評判開始，他也與18時代文化傳訊有限公司合作，涉足歌唱導師範疇。

## 個人生活
張佳添於1998年與香港填詞人及作曲家黃敬佩結婚，二人婚後育有一名長女，但於2012年離異。他其後認識了澳洲籍女友張佩詩，二人婚後育有另一名幼女（2013年出生），現已離婚。

## 創作作品
1995年
| - Black Box - 星夜（曲、詞、編、監） - 古巨基 - 其實我...我...我（曲、編） - 夏韶聲 - 一個夢兒 | - 陳慧琳 - 我會掛念你 （編） |

1996年
| - Black Box - 尋找黑盒（曲、編、監） - 古巨基 - 第二最愛（曲） - 古巨基 - Santa Claus（曲、詞、編、監） - 李克勤 - 人間（曲） | - 莫文蔚 - 誰和誰 - 郭富城 - 只因擁有妳 - 鍾漢良 - 天使誘惑 |

1997年
| - 王 菲 - 小題大做（曲、編） - 古巨基 - 我對門匙說（曲、編、監） - 古巨基 - 歡樂今宵（監） - 古巨基 - Can We Try（曲、監） - 古巨基 - 漩渦（監） - 古巨基 - 西部之醉（監） | - 古巨基 - 讓我們在一起（曲、編、監） - 李心潔 - Should I let you go - 許志安 - 阿門 - 彭 羚 - 糊塗 - 謝霆鋒 - 庸人 |

1998年
| - 古巨基 - 所謂愛情（曲、編、監） - 古巨基 - 十秒之後（曲、編、監） - 古巨基 - 永遠永遠（監） - 古巨基 - 樂在其中（詞、監） - 古巨基 - !!!（曲、編、監） - 古巨基 - 鏡子裡的人（曲、詞、編、監） - 古巨基 - 日落大道（曲、編、監） - 古巨基 - Be My Valentine（編、監） - 古巨基 - 一知半解（曲、編、監） - 古巨基 - 有你一天（曲、編、監） | - 古巨基 - 「倒影」先生（監） - 古巨基 - 重拾舊歡（監） - 古巨基 - 理由（監） - 古巨基 - 無了的飛（監） - 古巨基 - 樓下有人（編、監） - 張智霖 - 孩子先生（曲） - 莫文蔚 - Let's Fall In Love（曲） - 彭 羚 - 一起（曲、監） - 彭 羚 - 我不會（監） |

1999年
| - 古巨基 - 破吉他（曲、編） - 古巨基 - 天氣會變（曲、編、監） - 古巨基 - Believe（曲、編、監） - 古巨基 - どうもありがとう - 古巨基 - Take Me Higher（曲、編、監） - 古巨基 - 羅馬假期（曲、監） - 莫文蔚 - 寂寞蒲公英（曲） - 莫文蔚 - 盛夏的果實 - 莫文蔚 - 冷 | - 陳慧琳 - 還是趁早把你忘記 - 陳慧嫻 - 山手線 - 陳曉東 - 禮物（曲、編、監） - 陳曉東 - 抱擁空氣 - 蔡一傑 - 遍體鱗傷（曲） - 鄭秀文 - 破例 - 謝霆鋒 - 告密者 - 蘇慧倫 - 浪花 - 蘇慧伦 - 温泉 |

2000年
| - 古巨基 - Someday（曲、編、監） - 古巨基 - Bye Bye Bye（曲、編、監） - 古巨基 - 抱雪（監） - 古巨基 - 跳飛機（監） - 古巨基 - <1+1>（監） - 古巨基 - 喜歡...喜歡...喜歡我（曲、編、監） - 古巨基 - 至NET小人類（編、監） - 古巨基 - Love Don't Hurt（曲、編、監） | - 李克勤 - 原來我（曲、編） - 梁詠琪 - 泡泡世界（曲、編） - 莫文蔚 - A Brand New Day（編、監） - 莫文蔚 - 北極光（編、監） - 陳曉東 - 不想睡（曲、編） - 彭海桐 - 男裝睡衣（曲、編） - 彭海桐 - 一敗塗地（曲、編） - 萬芳 - 這天 |

2001年
| - 方力申 - 可喜可賀（曲、編、監） - 古巨基 - 毫無保留（編、監） - 古巨基 - 有少少愛（曲、編、監） - 古巨基 - 心跳時刻（監） - 古巨基 - 拳傾天下（編、監） - 古巨基 - 天使（曲、編、監） - 古巨基 - 我送妳...（曲、編、監） - 古巨基 - 隨便（曲、編、監） - 古巨基 - 與世無爭（曲、編、監） - 范瑋琪 - 想太多 - 張學友 - Love | - 陳文媛 - 愛到底 - 陳文媛 - 天使情歌 - 陳冠希 - 雙手插袋（曲） - 陳冠希 - When love's gonna end（曲、詞、編、監） - 陳冠希 - Imaginary Boy（曲） - 陳冠希 - 情感爆炸（曲） - 陳冠希 - 能見度（曲） - 黃小琥 - I Know - 蔡健雅 - 可以愛你真好 - 鄭伊健 - 緣份兩面睇（曲） |

2002年
| - Shine - 荷蘭水蓋（曲） - 李蘢怡 - 小報告（曲、編） - 馬浚偉 - 突然假期（曲） - 馬浚偉 - 浪漫假期（曲） - 梁詠琪 - 分手禮（曲、編、監） - 梁靜茹 - Tiffany - 許志安 - 羅馬（曲、編、監） - 許志安 - 和平公主（曲、編、監） - 許志安 - 孤家寡人（曲、編、監） - 許志安 - 迷魂索（曲、編、監） - 郭富城 - 愛·情大舞台 - 郭富城 - 十指緊扣 - 郭富城 - 麻瓜傻瓜 - 陳冠希 - 冒險樂園（曲、編、監） - 陳冠希 - 牛郎織女（監） | - 陳冠希 - 討厭愛迪生（監） - 陳冠希 - 誰讓你哭了（監） - 陳冠希 - 意想不到（曲、詞、編、監） - 陳冠希 - 求饒（監） - 陳奕迅 - 隨意門（曲） - 陳奕迅 - 季軍（曲） - 陳慧珊 - 自作自受（曲、編） - 陳慧琳 - 無賴（曲） - 葉蒨文 - 心水清（曲、編） - 蔡依林 - 馬甲上的繩索 - 鄭秀文 - 時差（曲） - 蕭正楠 - 眼光獨到（曲、編、監） - 蕭正楠 - 月滿症候群（曲、編、監） - 蕭正楠 - 古古怪怪（編、監） - 蘇永康 - 情歌（曲） |

2003年
| - Boy'z、Twins - 死性不改 - 古天樂 - 妳美麗 我高貴（曲） - 余文樂 - 愛快羅密歐 - 李克勤 - 四角戀 - 容祖兒 - Show Up!（曲、編） - 郭富城 - 微涼之後（監） - 郭富城 - Shake It（曲、編、監） - 郭富城 - 花多眼倦（曲、編、監） | - 麥浚龍 - 發高燒 - 黃 馨 - 受寵若驚（曲、編） - 蕭正楠 - 失戀料理（曲、編、監） - 薛凱琪 - XBF（曲、編） - 謝霆鋒 - 告密者 - 關心妍 - 寶馬 - 陳奕迅 - 第一類接觸（曲、編、監） - 陳奕迅 - 少見不怪 |

2004年
| - 女生宿舍 - 換個話題 - 女生宿舍 - 心慌慌 - 古巨基 - 史上最強漫畫王大亂鬥 - 古巨基 - 飄流教室 - 呂 方 - 心靈感應 - 陳慧琳 - 情人戰 - 關心妍 - 無痛失戀 - 劉浩龍 - 師兄 - 鄧健泓 - 甜蜜租約 | - 戴夢夢 - 白日夢之戀（監） - 戴夢夢 - 當事人（監） - 戴夢夢 - 間歇性（監） - 戴夢夢 - 初戀見証（編、監） - 戴夢夢 - 天造地設（監） - 戴夢夢 - 無可救藥（監） - 戴夢夢 - 成全（監） |

2005年
| - 古巨基 - 天才與白痴（曲、編、監） - 古巨基 - 星戰 - 古巨基 - 天才與白痴（國）（曲、編、監） - 何韻詩 - 明目張膽 - 吳卓羲 - 愛馬仕小姐 - 吳浩康 - 醒覺 - 郭富城 - 風之子 | - 陳苑淇 - 瞬間看地球 - 鄭中基 - 領會 - 謝霆鋒 - 怕黑 - 關心妍 - 高竇（監） - 關心妍 - 突然遺失（監） - Cream - 宮崎駿的童話 |

2006年
| - 陳小春 - 多謝你騙我（曲） |

2007年
| - 陳慧琳 - 創 | - 陳慧琳、古巨基 - 心有大未來 |

2008年
| - VEGA - 快樂無罪 - 古巨基 - 啦啦（曲、編、監） - 林海峰 - 大悶棍（監） | - 林海峰 - 我掉（曲、編、監） - 陳慧琳 - 傻男（監） |

2009年
| - 古巨基 - 亂（監） | - 古巨基 - 我讀得書少 |

2010年
| - Black Box - My World - 古巨基 - 北半球選美離奇火警事故 - 周子揚 - Life Is So Boring | - 陳慧琳 - 新的里程 - Let's Shine |

2011年
| - 亢帥克 - 雪山 - 古巨基 - 犀利歌 - 古巨基 - 選秀 |

2012年
| - 古巨基 - 有實無名 - 古卓文 - 用盡全力 - 李幸倪、小肥 - Finished with fins |

2014年
| - 胡 琳 - 一葉知秋 |

2015年
| - B.Gs - 1+4+1 - B.Gs - 閨蜜情歌 - J.I - 你的J.I |

2016年
| - J.I - 卡布奇諾的泡泡 - 邱芷微 - 不死扇 - 郭泇妏 - 捲土重來 | - 郭泇妏 - 大隻講與羅密歐 - 鍾佳琪 - 若即若離 |

2017年
| - 蘇慧恩 - 又情人節 - 郭泇妏 - 幸福小手 |

2018年
| - 徐加晴 - 我的時代曲 - 郭泇妏 - 樂極忘形 - 張佳添 - 三千六百天（曲、詞、編、監） | - 泳兒 - 預留位置 - 梁安琪 - 地球樂與怒 - 梁安琪 - 活出生命 |

2019年
| - 方 堯 - 不敢打攪你 - 鄒莉盈 - 與你一起 - 張佳添 - 不在乎（曲、編、監） | - 美琪 - 快樂女生 |

2020年
| - 美琪 - Twinkle Twinkle Little Star |

2021年
| - Gin Lee、小肥 - 一翅都不吃 |

2022年
| - 崔碧珈 - 小丑與皇后（曲、詞、監） - 麥皓兒 - 愛就愛（曲、編、監） | - 麥皓兒 - Bad Girl（曲、編、監） - 麥皓兒 - 感激您鼓舞（曲、編、監） |

2024年
| - 范明熙 - 隨便放閃（曲、編、監） - 添田宣和 - 我認為。世上最神奇的字（監） | - 盧嘉敏 - 感激一生遇上過的人（監） - 李 佳 - 再找一天忘記你（曲、監） |

2025年
| - 譚輝智 - 熱身要在冧低前（曲、編、監） |

## 其他創作
電影配樂
- 2016年 哥基王子

電影作曲/編曲
- 1999年 細路祥
- 2001年 幽靈情書

活動歌曲
- 2007年 兩鐵合併歌曲 - 邁進新里程（由李克勤演唱）[49][註 7]
- 2012年 梁振英2011行政長官競選活動歌曲[13]
- 2016年 明輝國際控股三十周年紀念主題曲
- 2016年 香港十大傑出青年主題曲
- 2018年 沙田區半邊天計劃主題曲 - 預留位置
- 2019年 THE ONE 香港無名英雄獎主題曲

## 唱片專輯
*以下列表記錄了張佳添為 Black Box 成員時推出的組合唱片專輯。
| 專輯 # | 唱片公司     | 專輯名稱     | 發行年份 | 曲目 |
| ------ | ------------ | ------------ | -------- | --- |
| 1st    | 香港滾石唱片 | 這片悠然地方 | 1996年   | 曲目 1. 翱翔 2. 請你 3. 這片悠然地方 4. 背影 5. 哀號 6. 星夜 7. 天空 8. 愛河‧笨蛋 9. 黐線 10. 一息間                                          |
| 2nd    | 香港滾石唱片 | 尋找黑盒     | 1996年   | 曲目 1. 尋找黑盒 2. 只想望真你 3. 幻想 4. 特快專機 5. 緣來是你 6. 從不知道 7. 飛不起 8. 尋覓 9. 不一樣 10. 再看天際 11. 祝你好運 12. 曾是快樂 |
| 3rd    | 香港滾石唱片 | 三個願望     | 1996年   | 曲目 1. 明年聖誕 2. 請聽收音機 3. 發晦氣 4. 願望 5. 曾是快樂 - 樂極忘形版 6. 尋找黑盒                                                         |
| 4th    | 金牌大風     | My World     | 2010年   | 曲目 1. My World 2. 四十筆劃 3. 第二最愛 4. 與我常在 5. 懶得去管 6. 忽然之間                                                                  |

## 演出作品

### 電視節目
亞洲電視
- 2009年 亞洲星光大道 評判
- 2010年 亞洲星光大道2 評判
- 2010年 亞洲星光大道3 評判

無綫電視
- 2021年聲夢傳奇 評判
- 2021年 勁歌金曲 嘉賓
- 2022年 聲夢傳奇2 評判
- 2022年 聲夢傳奇2海外踢館賽 評判
- 2022年 中年好聲音 向夢想再出發 評判
- 2022年 中年好聲音 評審
- 2023年 中年好聲音紅白大戰 評審
- 2023年 中年好聲音2 評審
- 2023年 思家大戰 嘉賓（第60集）
- 2024年 中年好聲音3 評審

中國內地
- 2014年 中國夢之聲港澳區評判（東方衛視）

### 音樂錄像
- 2025年 譚輝智《熱身要在冧低前》

## 外部連結
- 張佳添的Facebook專頁
- 張佳添的新浪微博
- 張佳添的Instagram帳戶